# 사과 (2008년 영화)
"사과"는 2008년에 개봉한 대한민국의 영화이다. 강이관이 감독을 맡았고 문소리 등이 주연으로 출연하였으며 최용배 등이 제작에 참여하였다.

## 캐스팅
- 문소리 : 현정 역
- 김태우 : 상훈 역
- 이선균 : 민석 역
- 김현주 : 정 부장 역
- 강래연 : 혜정 역
- 주진모 : 아빠 역
- 최무성 : 한수 역
- 박미현 : 선영 역
- 박수영 : 상훈 친구 역
- 최보광 : 현정 직장동료 역
- 노윤 : 현정 직장동료 역
- 민경옥 : 상훈 어머니 역
- 주부진 : 상훈 고향 친척 역
- 김혜옥 : 상훈 고향 친척 역
- 최형인 : 현정 어머니 역 (특별출연)

## 스태프
- 프로듀서: 박관수
- 제작실장: 김태완
- 제작부장: 최문석
- 제작진행: 박민정
- 제작진행: 박재현
- 제작진행: 선봉길
- 제작지원: 박일진
- 제작지원: 류재훈
- 제작지원: 정승희
- 제작관리부문: 김윤영
- 제작관리부문: 최지선
- 촬영부: 김무유
- 촬영부: 이종혁
- 촬영부: 서승인
- 촬영부: 김선희
- 조명: 엄광원
- 조명부: 노승길
- 조명부: 김태호
- 조명부: 신재춘
- 조명부: 권의철
- 조명부: 김승철
- 수중촬영: 김응택
- 연출부: 송재구
- 연출부: 현지환
- 스크립터: 정지영
- 조감독: 이재평
- 조감독: 무지에 한판
- 동시녹음: 류현
- 붐오퍼레이터: 이호봉
- 붐어시스턴트: 김정숙
- 믹싱: 서영준
- 믹싱: 무지에 한판
- 미술: 송혜진
- 미술팀: 류현정
- 미술팀: 권하얀
- 미술팀: 윤범석
- 세트: 노상억
- 소품: 권진모
- 소품팀: 김진종
- 소품팀: 구명신
- 소품팀: 박준
- 특수장비: 허성용
- 특수효과: 정도안
- 특수효과: 이희경
- 특수효과: 김병기
- 특수효과: 안상현
- 특수효과팀: 천래훈
- 특수효과팀: 우충식
- 특수효과팀: 김만성
- 특수효과팀: 박신배
- 시각효과: 류희정
- 시각효과: 김용우
- 시각효과: 박의동
- 시각효과: 조봉준
- 시각효과: 전천우
- 시각효과: 이진아
- 시각효과: 김창연
- 시각효과: 윤성환
- 시각효과: 백현정
- 시각효과: 하유미
- 시각효과: 김수현
- 시각효과: 정우경
- 시각효과: 강태형
- 시각효과: 조보근
- 시각효과: 인병철
- 시각효과: 김성민
- 시각효과: 권기근
- 시각효과: 김주성
- 시각효과: 정한주
- 시각효과: 김태훈
- 분장: 김서희
- 헤어: 김서희
- 의상: 강윤심
- 현장편집: 강경훈
- 네가편집: 이수연
- 네가편집: 노은경
- 디지털처리부문: 신충섭
- 디지털처리부문: 박진호
- 디지털처리부문: 김형석
- 디지털처리부문: 박상수
- 디지털처리부문: 노승미
- 디지털처리부문: 손현일
- 디지털처리부문: 박용식
- 디지털처리부문: 정재명
- 디지털처리부문: 한병희
- 디지털처리부문: 배재순
- 디지털처리부문: 최정문
- 디지털처리부문: 이연선
- 디지털처리부문: 이선미
- 디지털처리부문: 황한라
- 디지털처리부문: 주종환
- 디지털처리부문: 정수암
- 디지털처리부문: 옥임식
- 디지털처리부문: 김기석
- 디지털처리부문: 나종찬
- 디지털처리부문: 김승원
- 디지털처리부문: 김태성
- 디지털처리부문: 이호우
- 디지털처리부문: 김용범
- 디지털처리부문: 김기문
- 마케팅부문: 황지현
- 발전차: 김승수
- 배급부문: 유창서
- 배급부문: 김휘동
- 분장-헤어팀: 정경화
- 분장-헤어팀: 이진나
- 세트시공: 노상주
- 세트시공: 이남영
- 세트시공: 오주일
- 세트시공: 박근수
- 세트시공: 임용목
- 스토리보드: 박성종
- 스토리보드: 민동현
- 스토리보드: 유윤성
- 아비드편집: 박경숙
- 아비드편집: 이유림
- 운송: 정해권
- 운송: 장일윤
- 음악부문: 심현정
- 음악부문: 황병준
- 음악부문: 박찬민
- 음악부문: 전수민
- 음악부문: 박승천
- 음악부문: 주혜정
- 음악부문: 김미정
- 음악부문: 이나영
- 음악부문: 박지화
- 음악부문: 변보경
- 음악부문: 김소영
- 음악부문: 류리나
- 음악부문: 문현선
- 음악부문: 변희정
- 음악부문: 허은경
- 음악부문: 김미현
- 음악부문: 박나리
- 음악부문: 임성희
- 음악부문: 홍성주
- 음악부문: 강민정
- 음악부문: 임정은
- 음악부문: 한지혜
- 음악부문: 이효진
- 음악부문: 최하은
- 음악부문: 김지현
- 음향부문: 장광수
- 음향부문: 서영준
- 음향부문: 김기탁
- 음향부문: 나준택
- 음향부문: 홍예영
- 음향부문: 남지은
- 음향부문: 소원종
- 음향부문: 이승호
- 음향부문: 문재홍
- 음향부문: 주현승
- 음향부문: 김재경
- 의상팀: 김윤희
- 의상팀: 김문선
- 자료제공: TBC대구방송
- 조명장비: 이만규
- 촬영장비: 김응택
- 포스터사진: 윤형문
- 포스터사진: 김용호
- 포스터사진: 이재용
- 필름: 김기문
- 현상부문: 윤광병
- 현상부문: 정행숙
- 현상부문: 서충환
- 현상부문: 서민부
- 현상부문: 김동기
- 현상부문: 권병규
- 현상부문: 우순도
- 현상부문: 김성준
- 현상부문: 이재훈
- 현상부문: 박지웅
- 현상부문: 박지원
- 현상부문: 신상준
- 현상부문: 김응기
- 현상부문: 변태현
- 현상부문: 장민웅
- 현상부문: 조영호
- 현상부문: 이천규
- 현상부문: 장원석
- 현상부문: 설정훈
- 현상부문: 김규성
- 급식: 김운한
- 급식: 이은미
- 매니저부문: 김종렬
- 매니저부문: 심정운
- 매니저부문: 박철옥
- 매니저부문: 함성배
- 매니저부문: 박성훈
- 매니저부문: 최존호
- 매니저부문: 김희섭
- 메이킹: 홍영승
- 메이킹: 연유경
- 보조출연: 픽스
- 보조출연: 신지용
- 보조출연: 박상현
- 보조출연: 김유경
- 배역: 최철웅
- 보험: 안용진
- 로케이션지원: 윤여숙
- 자문: 임상혁